# Schaakvariant

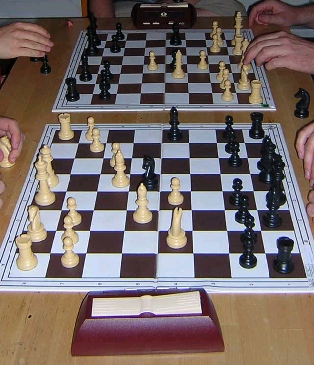
Schaken

Een schaakvariant is een alternatieve manier om het schaakspel te spelen. Het kan met  gelimiteerde bedenktijden (wat in feite normaal schaak is) of met afwijkende spelregels (waardoor een ander spel ontstaat).
Doordat het schaakspel al vele eeuwen gespeeld wordt, zijn er duizenden variaties ontstaan; het westerse schaken is slechts een van de varianten van het schaakspel. Het is via het Arabische schaak afgeleid van chaturanga dat al in de 7e eeuw gespeeld werd. Aangezien dat al een tamelijk uitgewerkte vorm van het spel is, moet het oudere voorlopers gehad hebben.

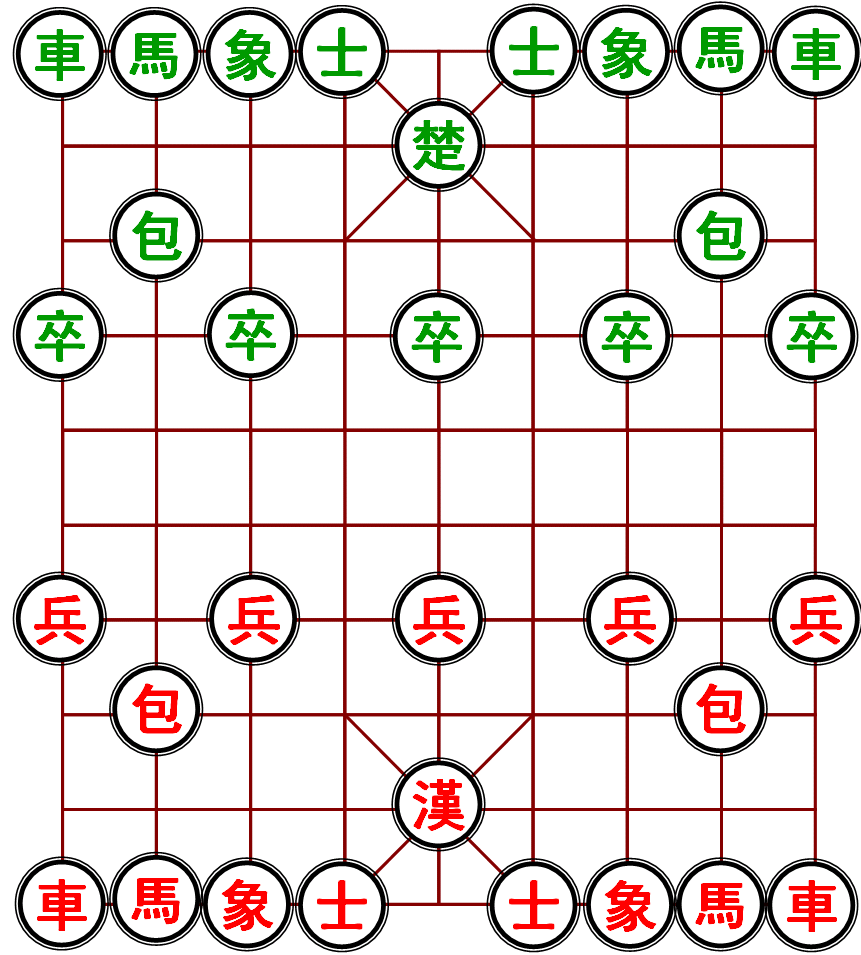
Een van de vier startposities van Janggi, Koreaans schaak

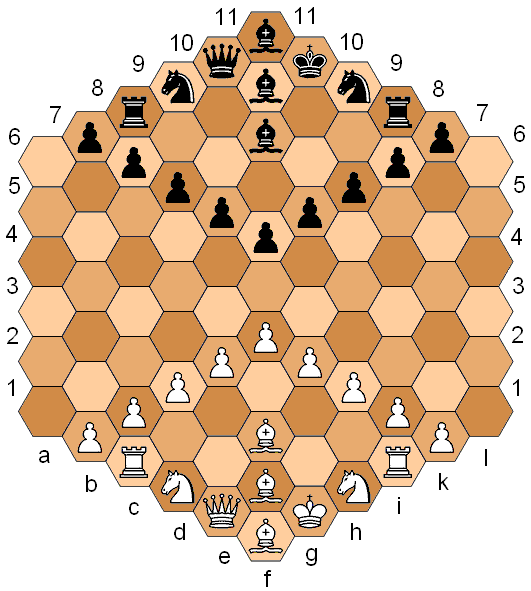
Glinski's hexagonaal schaak had op zijn hoogtepunt een half miljoen spelers

## Oost-Azië
In Oost-Azië bestaan allerlei vormen van het schaakspel: Chinees schaken (Xiangqi), het Japanse Shogi en Janggi in Korea, die alle de stukken op de snijpunten en niet op de vlakken van het speelveld plaatsen. Dat geldt niet voor het Thaise Makruk, dat van alle varianten vermoedelijk het dichtst bij chaturanga staat. Doordat de totale strijdmacht hier veel zwakker is en minder mogelijkheden heeft dan die van het westers schaak, vereist deze variant het verder vooruit plannen van acties, in 2004 reden voor de toenmalige klassiek wereldkampioen Kramnik om het spel zeer strategisch te noemen, als een eindspel in het westerse schaak.

## Afwijkende doelstellingen in probleemschaak
Buiten de huiselijke kring zijn afwijkende vormen te vinden in het probleemschaak en in zeer afwijkende varianten die worden samengevat onder de noemer fantasieschaak (fairy chess). Bij probleemschaak presenteert de problemist een doel dat vaak afwijkt van het gangbare: zo kan hij als opgave stellen te winnen in een gegeven aantal zetten, een zettenverloop te reconstrueren, of zelfs een zelfmat op te bouwen waarbij dus het eigen verlies afgedwongen wordt.
Fairy chess is hier in zekere zin een tegenpool van: het gangbare doel (winnen) is hier gekoppeld aan afwijkende borden en stukken. Borden kunnen groter of anders ingedeeld zijn, of bijvoorbeeld de rokaderegel kan verschillen. Er zijn ook honderden eigenzinnige stukken bedacht, bijvoorbeeld paarden met verlengde sprongen, of de sprinkhaan die gaat zoals een dame, maar alleen als daarbij over precies één stuk heen gesprongen kan worden. Werndly, die bekend stond als de eerste Nederlandse fantasieschaakproblemist, vond de Centaur uit, een stuk dat de eigenschappen van een dame en een paard in zich verenigt.

## Varianten met afwijkende speeltempo's
Bij het schaakspel kan de bedenktijd worden aangepast. Bij bedenktijden van vijftien minuten of minder voor de hele partij, wordt de term snelschaak gebruikt. Bij een bedenktijd van vijftien tot zestig minuten, spreekt men van rapidschaak. Een onreglementaire zet kan direct worden bestraft met verlies van de partij.
Er zijn ook varianten met een lager speeltempo. Zo heeft de speler bij correspondentieschaak meerdere dagen de tijd voor een zet.

## Varianten met afwijkende spelregels

### Schaak 960
Schaak 960 of Fischer random chess is een variant waar Bobby Fischer zich sterk voor heeft gemaakt. Hij ergerde zich aan de grote rol van openingskennis in het wedstrijdschaak en wilde die uitbannen door de positie van de stukken op eerste en achtste rij door toeval te laten bepalen. Hierbij gelden enkele aanvullende eisen:
- De posities van de zwarte stukken corresponderen met die van de witte.
- De spelers moeten elk een loper op de witte velden en een op de zwarte velden hebben.
- De koning moet ergens tussen de beide torens in staan. Rokeert de koning met de toren die het dichtst bij de a-lijn staat, dan komen koning en toren te staan zoals bij de lange rokade; bij rokade met de andere toren wordt de positie zoals bij de korte rokade.

Met deze restricties zijn 960 beginstellingen mogelijk. De klassieke beginstelling is hier een van.

### Doorgeefschaak
Deze variant wordt gespeeld met vier spelers, verspreid over twee borden die naast elkaar staan. Er worden twee gelijktijdige partijen gespeeld. Wanneer iemand een stuk slaat, geeft hij dat stuk aan zijn medespeler. Stukken die je in bezit hebt, maar nog niet op het bord staan, mag je, in plaats van een zet, op het bord zetten. Wanneer er een stuk op het bord wordt gezet, mag er geen schaak worden gegeven.

### Weggeefschaak
Bij weggeefschaak is het de bedoeling om al je stukken weg te geven. In deze variant is slaan verplicht en bestaat er geen schaak. Een speler kan dus zonder koning verder spelen. Er kan niet gerokeerd worden. De speler die zonder stukken eindigt, wint.

### Atoomschaak
In deze variant is er één afwijkende regel: als er een stuk wordt geslagen, 'exploderen' de stukken eromheen en het stuk dat slaat, deze stukken verdwijnen dan allemaal. Als er een stuk naast de koning wordt geslagen, wordt de koning opgeblazen en verliest de speler met de opgeblazen koning. Pionnen blazen alleen op als ze zelf een stuk slaan.

### Can I en Wild 16
Dit zijn varianten van een spel dat internationaal bekendstaat als kriegspiel en in de jaren negentig van de negentiende eeuw naar voren werd gebracht door de Engelsman Henry Michael Temple. Hij baseerde dit op het originele kriegspiel dat omstreeks 1812 bedacht is door Georg von Rassewitz.
Bij Can I ziet elke speler alleen zijn eigen stukken. Toch lijkt het spel niet op blindschaak, maar meer op het spelletje zeeslag, doordat de spelers weinig informatie krijgen over de positie van de vijandelijke stukken. 
Elke speler heeft een bord met daarop alleen de eigen stukken, en er is een spelleider nodig om de zetten tussen de spelers uit te wisselen. Voor de spelleider en toeschouwers is gewoonlijk nog een derde bord aanwezig met de volledige opstelling. De spelleider heeft een verantwoordelijke taak, hij mag geen fouten maken.  Met het inschakelen van de computer als spelleider zijn die praktische ongemakken van de baan.
Als een speler een onreglementaire zet doet, maakt de spelleider een afkeurend gebaar, waarna de speler de zet moet terugnemen en een andere zet moet doen. Doet een speler een reglementaire zet, dan zegt de spelleider dat de ander aan zet is. Wordt er een stuk geslagen, dan verwijdert de spelleider het geslagen stuk stilzwijgend. Wordt er schaak gegeven, dan zegt de spelleider dat. Doordat de spelers elkaars opstellingen niet kennen, komen onreglementaire zetten tamelijk veel voor. De spelleider laat de speler dan een andere zet kiezen. Het feit dat een zet onreglementair is, kan informatie over de vijandelijke opstelling geven, maar wordt niet medegedeeld aan de tegenstander.
Een speler kan de spelleider vragen "Can I?", hetgeen betekent "Kan ik met een pion slaan?" Is het antwoord bevestigend, dan moet de speler minstens een slagzet met een pion proberen. Dit is overigens slechts een van de varianten van deze schaakvorm. Gebruikelijk is een variant waarin de spelleider voor elke zet aangeeft op welk veld er met een pion geslagen kan worden. Deze informatie kan een speler immers toch krijgen door domweg alle mogelijke slagzetten met pionnen uit te proberen, om pas na een voortdurend “nee” van de spelleider andere zetten te overwegen. Deze vermoeiende mogelijkheid bestaat vooral bij pionnen, omdat daar de slagzet verschilt van de gewone zet. Met dames, torens en lopers kan de speler wel "lange zetten" proberen, bijvoorbeeld Ta1-a8, om te kijken of er iets in de weg staat. 
Een variant van dit spel is te spelen op ICC onder de naam Wild 16.

### 4-spelerschaak

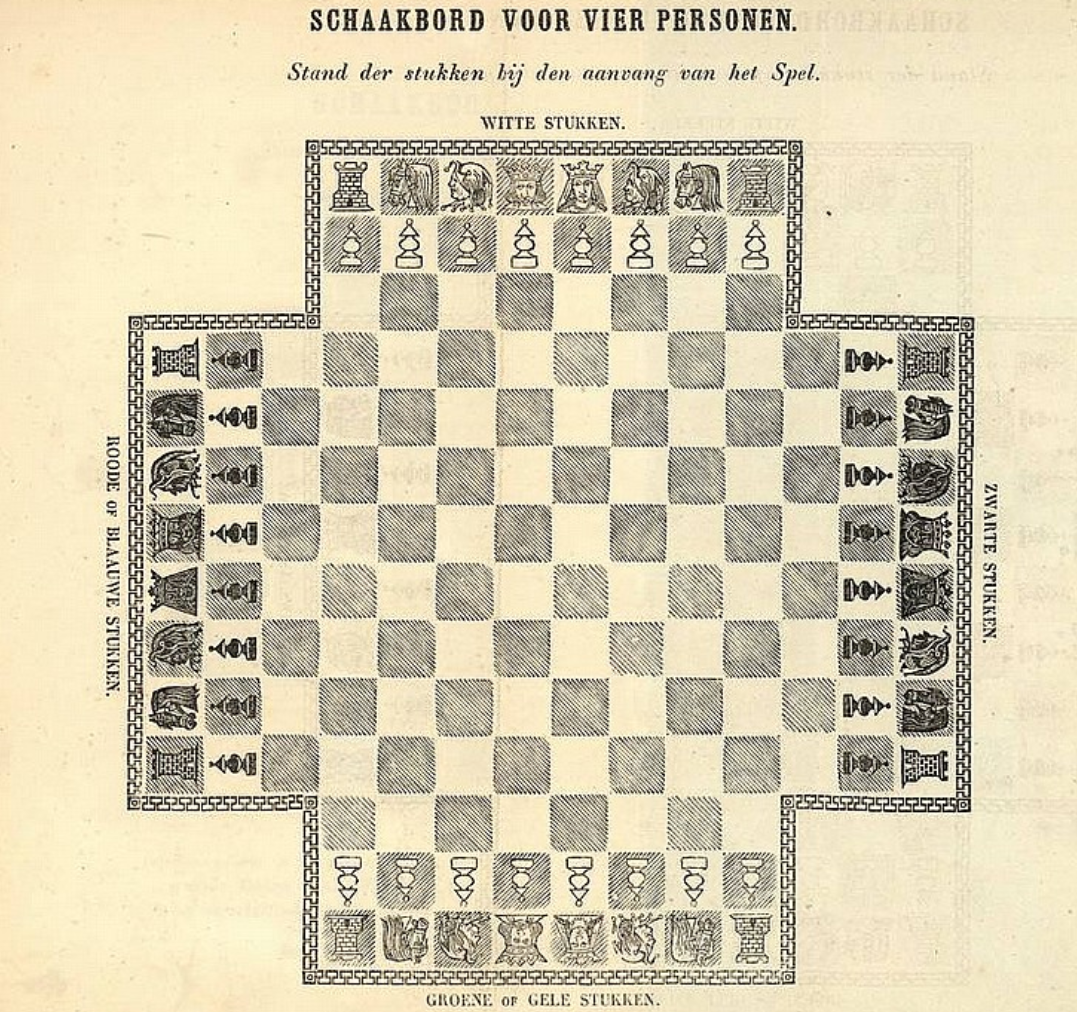
Schaakbord voor vier personen, omslag illustratie van een Sissa nummer uit 1848.

Voor het vierspelerschaak zijn sets in de handel verkrijgbaar. Het bord bestaat uit 14 bij 14 velden, waarbij de hoeken (elk 3 bij 3) niet worden gebruikt. Er zijn dus 160 speelvelden. Er zijn vier kleuren schaakstukken. De spelers spelen, zoals gebruikelijk in bijna elk spel voor meer personen, om beurten, linksom.
Doordat het speelbord groter is, is de afstand tot de tegenstander aan de overkant groter dan bij het normale schaakspel. Een pion doet niet 5 of 6 zetten maar 11 of 12 om de overkant te bereiken.
Staat een speler schaak, dan mag het schaakgevende stuk tussendoor niet door een andere speler geslagen worden. Het is wel toegestaan dat een andere speler een stuk tussen het schaakgevende stuk en de koning zet, waardoor het schaak opgeheven is voordat de schaakstaande speler aan zet is geweest. Het is op deze wijze zelfs mogelijk dat mat opgeheven wordt.

### Krimpschaak
Het spel start zoals een normaal spel, met de extra regel dat zodra er geen stukken meer in een rij of kolom staan, de rij of kolom verdwijnt, en het bord dus krimpt. Dit wordt doorgaans bereikt door alle stukken aan 1 kant van de krimp 1 veld richting de krimp op te schuiven, zodat weer een aaneengesloten geheel ontstaat. Deze regel geldt overigens pas voor de rijen 3 t/m 6 zodra er een stuk in die rij heeft gestaan. Krimpen kan pionpromotie - zelfs van meerdere pionnen tegelijk - en schaak veroorzaken en tevens gebruikt worden om schaak op te heffen. Krimpen leidt niet tot opheffen van rokademogelijkheden, hoewel het een rokade wel ingewikkeld kan maken. Een zet die leidt tot krimp mag niet uitgevoerd worden als deze krimp de eigen koning schaak zet. Het is niet ongebruikelijk dat een potje eindigt in pat, of in een bord van 1×3 (wat ook pat is).

### Alice-schaak
Er zijn twee borden. Op bord A staat de normale beginopstelling, bord B is aanvankelijk leeg. Een speler die aan zet is, mag kiezen op welk bord hij zet. Doet een speler een zet, dan wordt eventueel een vijandelijk stuk geslagen en daarna wordt het zettende stuk naar het corresponderende veld op het andere bord verplaatst, en dat veld moet leeg zijn.  

### Overig
Andere schaakvarianten met afwijkende spelregels zijn: Paco Ŝako, cilinderschaak, opvreetschaak, riskschaak, Ultima, courierspel, en jetan.